# Savères
Savères (okzitanisch: Savèra) ist eine französische Gemeinde mit 213 Einwohnern (Stand: 1. Januar 2022) im Département Haute-Garonne in der Region Okzitanien (zuvor Midi-Pyrénées). Sie gehört zum Arrondissement Muret und zum Kanton Cazères. Die Bewohner werden Saveriens genannt.

## Geographie
Die Gemeinde Savères liegt etwa 20 Kilometer südwestlich von Muret und etwa 38 Kilometer südwestlich von Toulouse. Der Fluss Touch bildet sie südliche Gemeindegrenze. Umgeben wird Savères von den Nachbargemeinden Rieumes im Norden, Bérat im Osten, Labastide-Clermont im Süden sowie Lautignac im Westen. 

## Bevölkerungsentwicklung
| Jahr                       | 1962 | 1968 | 1975 | 1982 | 1990 | 1999 | 2006 | 2013 | 2020 |
| Einwohner                  | 165  | 152  | 154  | 131  | 155  | 156  | 197  | 200  | 222  |
| Quellen: Cassini und INSEE |      |      |      |      |      |      |      |      |      |

## Sehenswürdigkeiten

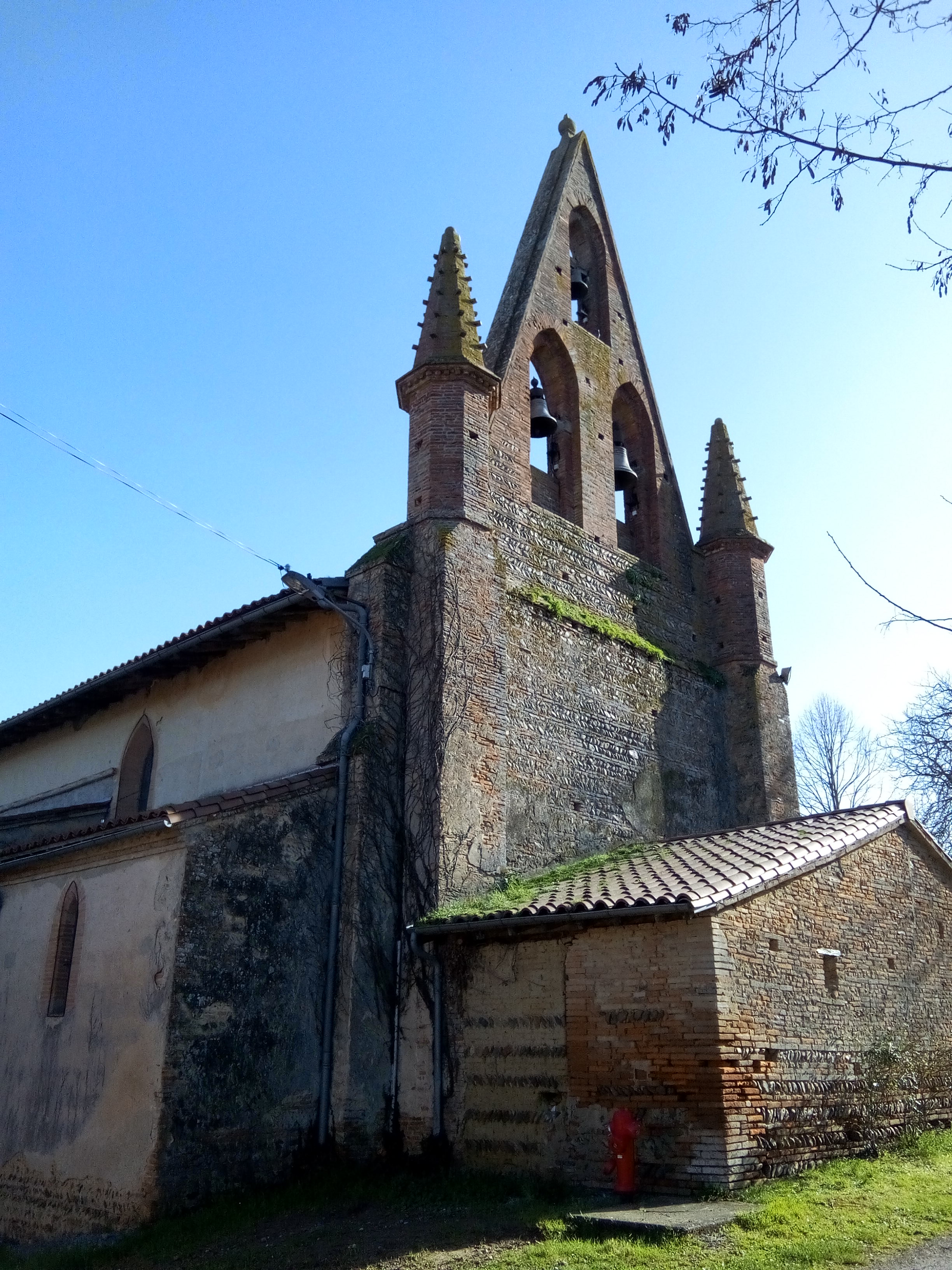
Kirche Saint-Barthélemy

- Kirche Saint-Barthélemy
- Schloss